# Magtens ringe
Magtens ringe er væsentlige mytiske objekter i fantasy-romanen Ringenes Herre af J.R.R. Tolkien, den mægtigste ring Herskerringen spiller en central rolle og flere andre af ringene spiller en vis rolle.
Ringene blev smedet i Eregion af elversmeden Celebrimbor, en sønnesøn af Fëanor. Han smedede først de 7 ringe til dværgene og de 9 ringe til menneskene sammen med en meget dygtig smed, der i virkeligheden var Sauron i forklædning. De 3 Ringe til Elverne smedede Celebrimbor alene, men alligevel var de baseret på viden han havde fået fra Sauron.
Kort efter smedede Sauron Herskerringen (Den Ene Ring) i Mordor. Men da Sauron tog herskerringen på afslørede han sig samtidig for elverne, der straks tog deres ringe af således at Sauron aldrig fik magten over dem. Galadriel fik angiveligt til opgave at opbevare Vandringen Nenya, mens Gil-Galad tog sig af de 2 andre ringe – Ildringen Narya og Luftringen Vilya.
Først da Sauron mistede herskerringen efter det store slag i slutningen af 2. alder, kunne elverne igen bære ringene. Forinden dette slag havde Gil-Galad overdraget Narya til elverfyrsten Círdan og Vilya til elverkongen Elrond. Narya blev senere givet af Círdan til Gandalf.
De 7 ringe blev givet til dværgenes konger, men historien melder ikke noget direkte om hvordan det gik med disse ringe eller deres bærere.
De 9 ringe blev givet til mægtige konger blandt menneskene, og disse 9 konger blev senere til ringåndnerne – Nazgul – der spiller en betydelig rolle i romanen. Lederen af Nazgul var Heksekongen af Angmar.

## Vers om ringene
```
  Tre har elvernes konger i de dybeste skove,
  Syv har dværgenes herrer i sale af sten,
  Ni har mennesket dødeligt, dømt til at sove,
  En har den natsorte fyrste for ondskab og mén
  I Mordors land hvor skyggerne ruge.
```

```
  Én ring er over dem alle, én ring kan finde de andre
  Én ring kan bringe dem alle, og i mørket lænke dem alle
  I Mordors land hvor skyggerne ruge.
```

| Fiktion | Spire Denne artikel om en historie eller noget fiktivt er en spire som bør udbygges. Du er velkommen til at hjælpe Wikipedia ved at udvide den. |